# Condado de Morgan (Georgia)
El condado de Morgan (en inglés: Morgan County), fundado en 1807, es uno de 159 condados del estado estadounidense de Georgia. En el año 2005, el condado tenía una población de 17 492 habitantes y una densidad poblacional de 17 personas por km². La sede del condado es Chatsworth. El condado recibe su nombre en honor a Daniel Morgan.

## Geografía
Según la Oficina del Censo, el condado tiene un área total de 918 km² (354,4 mi²), de la cual 906 km² (349,8 mi²) es tierra y 13 km² (5 mi²) (1.40%) es agua.

### Condados adyacentes
- Condado de Oconee (norte)
- Condado de Greene (este)
- Condado de Putnam (sureste)
- Condado de Jasper (suroeste)
- Condado de Newton (oeste)
- Condado de Walton (noroeste)

## Demografía
Según el censo de 2000,, los ingresos medios por hogar en el condado eran de $40 249, y los ingresos medios por familia eran $46 146. Los hombres tenían unos ingresos medios de $34 634 frente a los $22 206 para las mujeres. La renta per cápita para el condado era de $18 823. Alrededor del 10.90% de la población estaban por debajo del umbral de pobreza.

## Transporte
- Interestatal 20
- U.S. Route 129
- U.S. Route 278
- U.S. Route 441
- SR 12
- SR 24
- SR 82

## Localidades
- Bostwick
- Buckhead
- Madison
- Rutledge